# Карацан
Карацан (кайт. Гъаӏрацӏан, дарг. ГъярацӀан) — село в Кайтагском районе Дагестана, административный центр Карацанского сельсовета.

## География
Село Карацан расположено на высоте 505 метров над уровнем моря. Ближайшие населённые пункты — Джинаби, Кулегу, Хадаги, Машаты, Джибахни.

## Население
| 1888  | 1895  | 1926 | 1939 | 1970 | 1989 | 2002 |
| ----- | ----- | ---- | ---- | ---- | ---- | ---- |
| 725   | ↘689  | ↗754 | ↘661 | ↗883 | ↗962 | ↘834 |
| 2010  | 2021  |      |      |      |      |      |
| ↗1162 | ↘1080 |      |      |      |      |      |

## Этимология
Селение возникло на узком продолговатом холме и при росте сильно вытянулось в длину, так как никто не хотел сходить с холма. От этого своего вида селение и получило название, в корне которого слово гъярцIа, что переводится как «узкий». Ныне село разрослось во все стороны.